# Furore sulla città
Furore sulla città (The Turning Point) è un film del 1952 diretto da William Dieterle.
È ispirato agli atti dello Special Committee to Investigate Crime in Interstate Commerce, una commissione d'inchiesta speciale incaricata di redigere un rapporto sulle attività delle bande criminali negli Stati Uniti istituita nel 1950.